# Premio Amanda 1997
La XIII edizione del premio cinematografico norvegese premio Amanda (Amanda Awards in inglese) si tenne nel 1997.

## Vincitori
- Miglior film - Posta celere
- Miglior attore - Robert Skjærstad per Posta celere
- Miglior attrice - Eli Anne Linnestad per Posta celere
- Miglior documentario - Liv Ullmann scener fra et liv
- Miglior film nordico - Djöflaeyjan
- Miglior film straniero - Independence Day
- Premio onorario - Knut Bohwim e Aud Schønemann
- Miglior debutto - Vibeke Idsøe per Jakten på nyresteinen